# Cyphostemma manikense
Cyphostemma manikense är en vinväxtart som först beskrevs av De Wild., och fick sitt nu gällande namn av Descoings och Wild & R.B. Drumm.. Cyphostemma manikense ingår i släktet Cyphostemma och familjen vinväxter. Inga underarter finns listade i Catalogue of Life.